# GD 66
GD 66 är en ensam stjärna i södra delen av stjärnbilden Kusken som också har variabelbeteckningen V361 Aurigae. Den har en skenbar magnitud av ca 15,56 och kräver ett kraftfullt teleskop för att kunna observeras. Baserat på parallaxmätning inom Hipparcosuppdraget på ca 17,5 mas, beräknas den befinna sig på ett avstånd på ca 186 ljusår (ca 57 parsek) från solen. Den rör sig bort från solen med en heliocentrisk radialhastighet på ca 40 km/s.

## Egenskaper
GD 66 är en blå till vit dvärgstjärna av spektralklass DA4.1. Den har en massa som är ca 0,64 solmassa och en effektiv temperatur av ca 12 000 K.

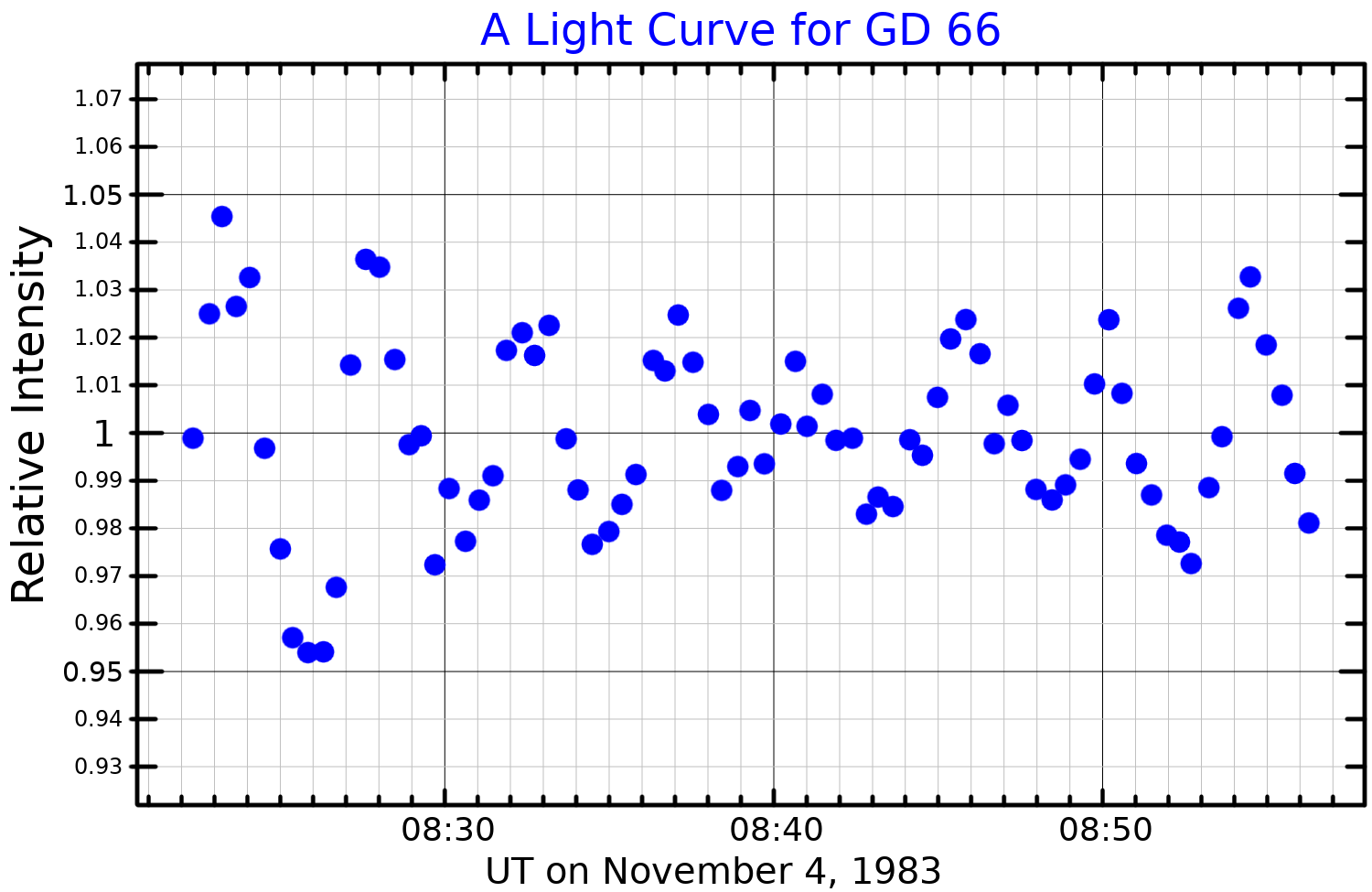
Ljuskurva för GD 66, plottad från Fontaine et al. (1985)

GD 66 är en pulserande vit dvärg av typ DAV, med en extremt stabil period. Små variationer i pulseringsfasen ledde till teorin att stjärnan är omkretsad av en gigantisk exoplanet som gjorde att pulseringarna blev fördröjda på grund av det varierande avståndet till stjärnan som orsakades av reflexrörelsen kring systemets masscentrum. Observationer med Spitzerteleskopet misslyckades att direkt upptäcka planeten, vilket satte en övre gräns för dess massa på 5–6 Jupitermassor. Undersökning av ett separat pulseringsläge visade tidsvariationer i motfas med variationerna i det ursprungligen analyserade pulseringsläget. Detta skulle inte vara fallet om variationerna orsakades av en planet i omloppsbana och därför måste tidsvariationerna ha en annan orsak. Detta visar på de potentiella riskerna med att försöka upptäcka planeter med hjälp av pulseringstid för en vit dvärg.